# Stari grad Varaždin
Stari grad Varaždin tvrđava je u Varaždinu i jedna od njegovih znamenitosti. Nalazi se na sjeverozapadnom obodu varaždinske gradske jezgre, a danas je u njoj smješten Gradski muzej Varaždin. 

## Povijest
Tvrđava se prvi put spominje u 12. stoljeću i vjeruje se da je tada bila sjedište varaždinskih župana. Krajem 14. stoljeća dolazi u vlasništvo grofova Celjskih koji je pregrađuju u gotičkom stilu. Iz tog vremena potječe središnji četverokutni objekt, oko koje su se izvorno nalazile drvene palisade. 
Veliku obnovu tvrđava doživljava u 16. stoljeću, kada je pregrađena u suvremenu renesansnu fortifikaciju. Za vlasništva Ivana Ungnada, nešto prije 1544. započinje gradnja zidina s kružnim kulama, te oko njih zemljanih bedema i jarka napunjenog vodom. Time ona postaje karakterističan tip utvrde zvan wasserburg. Pregradnju je vodio Domenico dell'Allio, graditelj talijanskog podrijetla koji djeluje u Štajerskoj. Pod kraj stoljeća varaždinska tvrđava trajno dolazi u ruke mađarsko-hrvatske obitelji Erdödy, koja će na njoj izvesti manje adaptacije u baroknom stilu.

## Zaštita
Pod oznakom Z-889 zavedeno je kao nepokretno kulturno dobro - pojedinačno, pravna statusa zaštićena kulturnog dobra, klasificirano kao "vojna i obrambena građevina".

## Zanimljivosti
Stari Grad nalazi se na poleđini, danas nevažeće, hrvatske novčanice od 5 kn. Varaždinska tvrđava na novčanici od 5 kuna je otisnuta naopako (tj. zrcaljeno) u odnosu na stvarni izgled.

## Vanjske poveznice
- Gradski muzej Varaždin  Arhivirana inačica izvorne stranice od 27. ožujka 2010. (Wayback Machine)
- Varaždin, Stari grad Hrvatska tehnička enciklopedija, portal hrvatske tehničke baštine. LZMK